# Xã Deer, Quận Roseau, Minnesota
Xã Deer (tiếng Anh: Deer Township) là một xã thuộc quận Roseau, tiểu bang Minnesota, Hoa Kỳ. Năm 2010, dân số của xã này là 105 người.